# Patrinia scabiosifolia
Patrinia scabiosifolia är en kaprifolväxtart som beskrevs av Fisch. och Ludolph Christian Treviranus. Patrinia scabiosifolia ingår i släktet Patrinia och familjen kaprifolväxter. Utöver nominatformen finns också underarten P. s. crassa.

## Bildgalleri

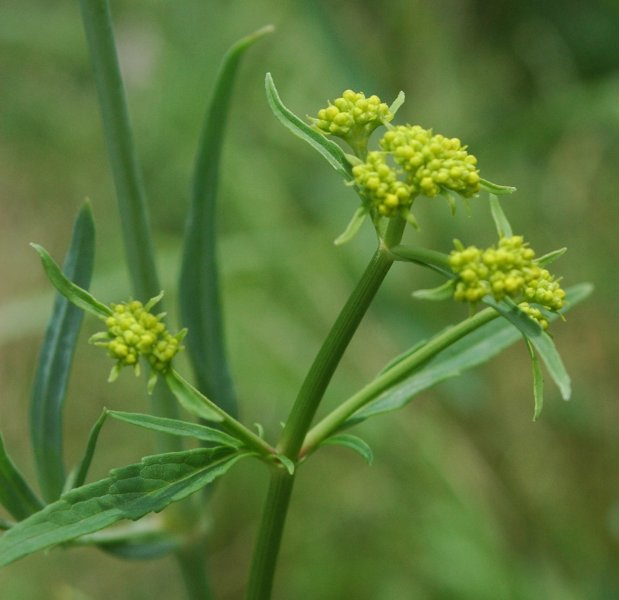
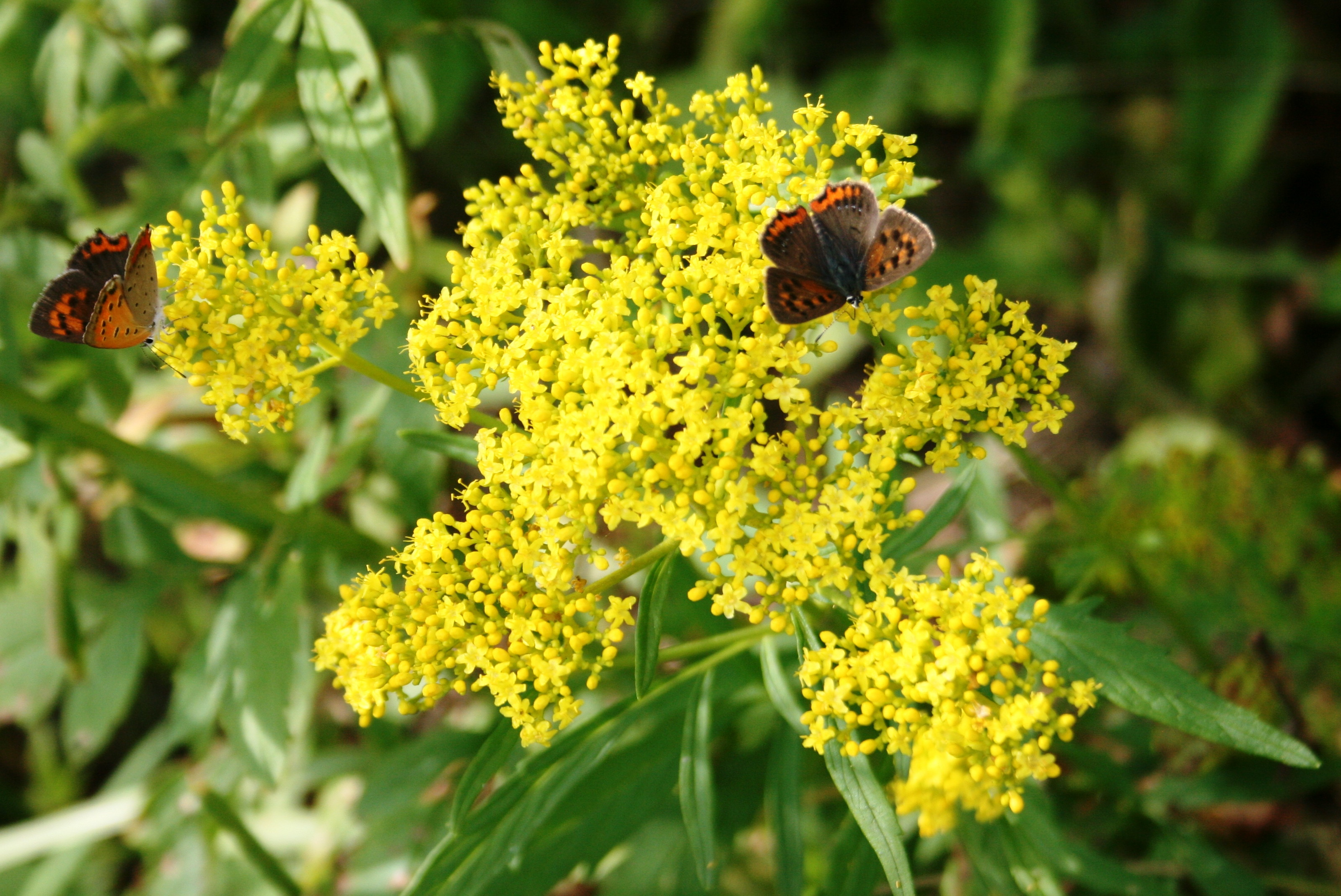
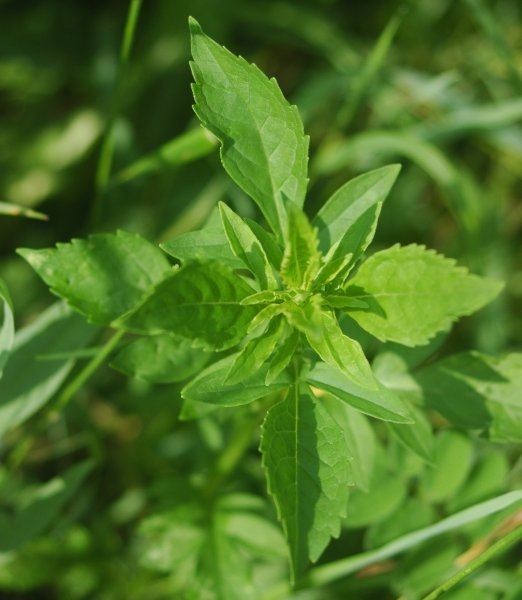
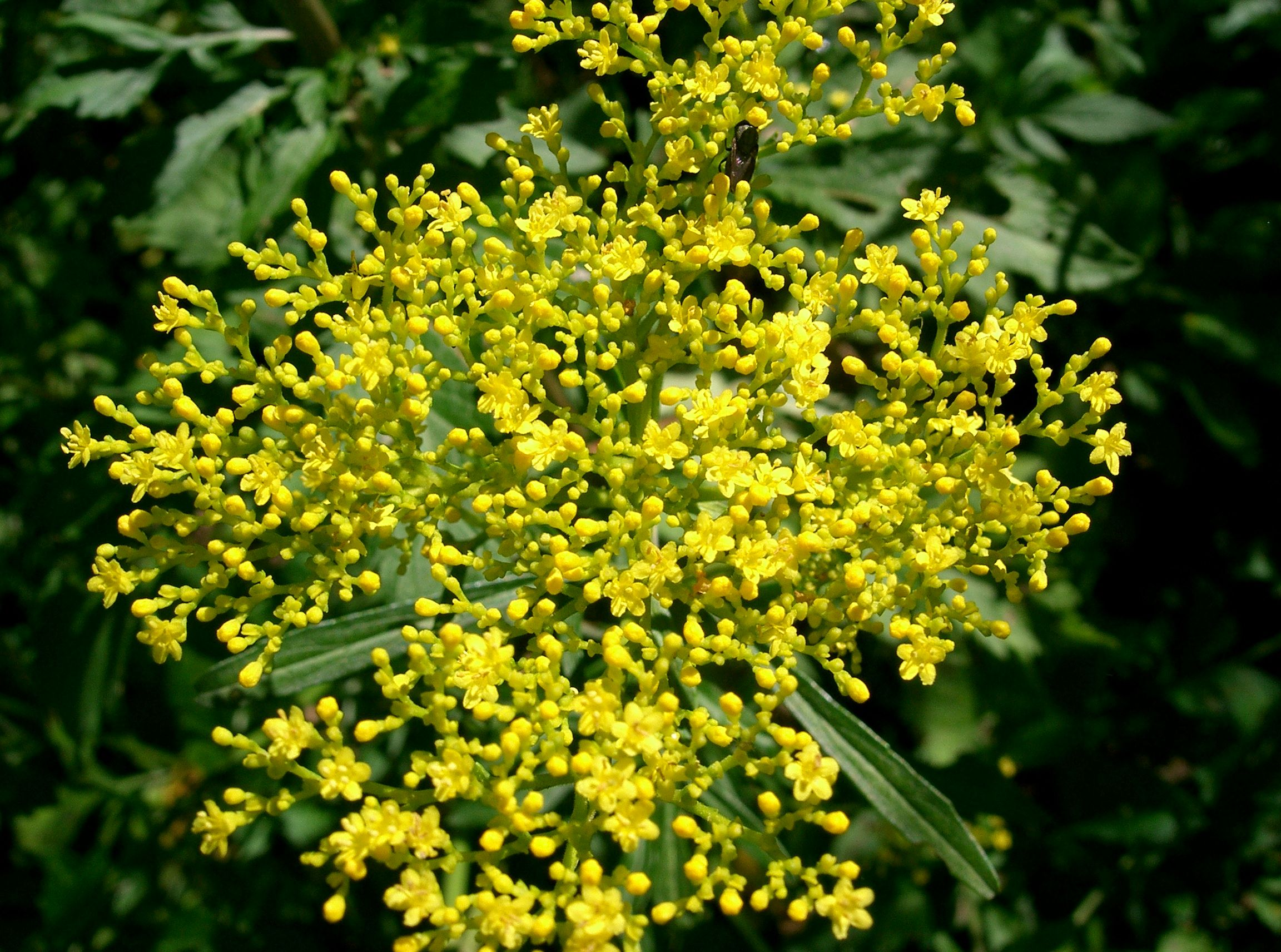
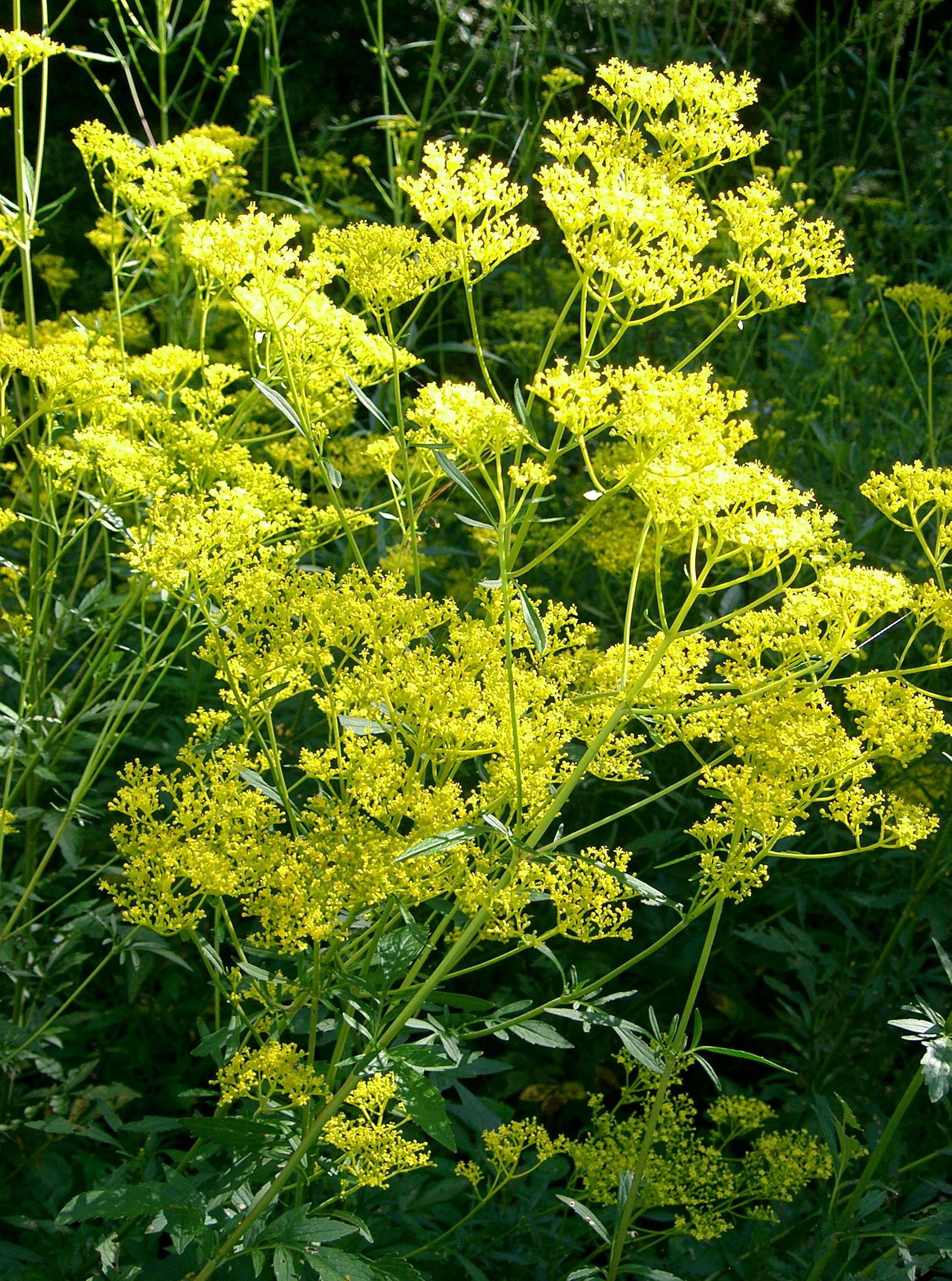
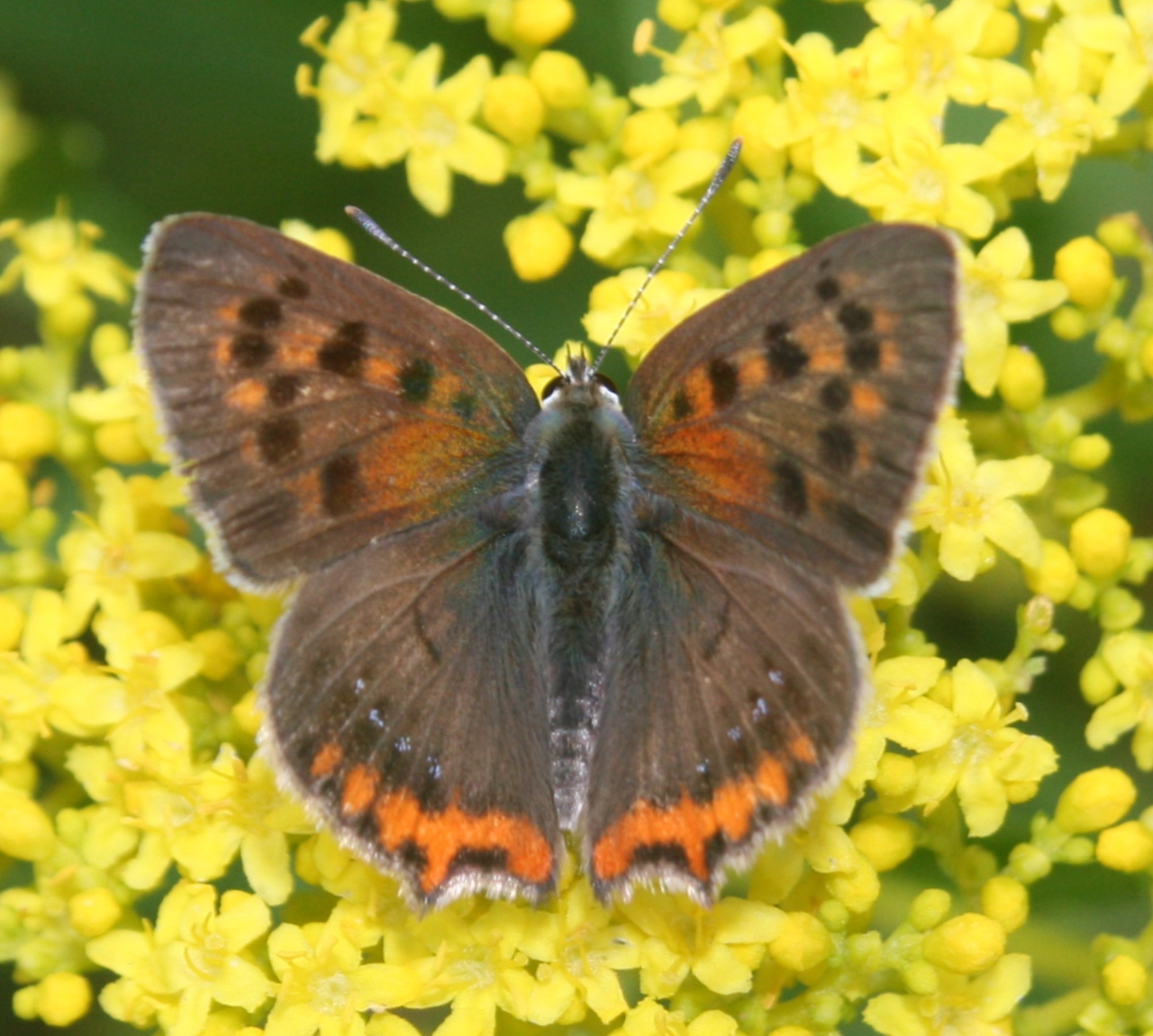